# Zamachy na Józefa Stalina

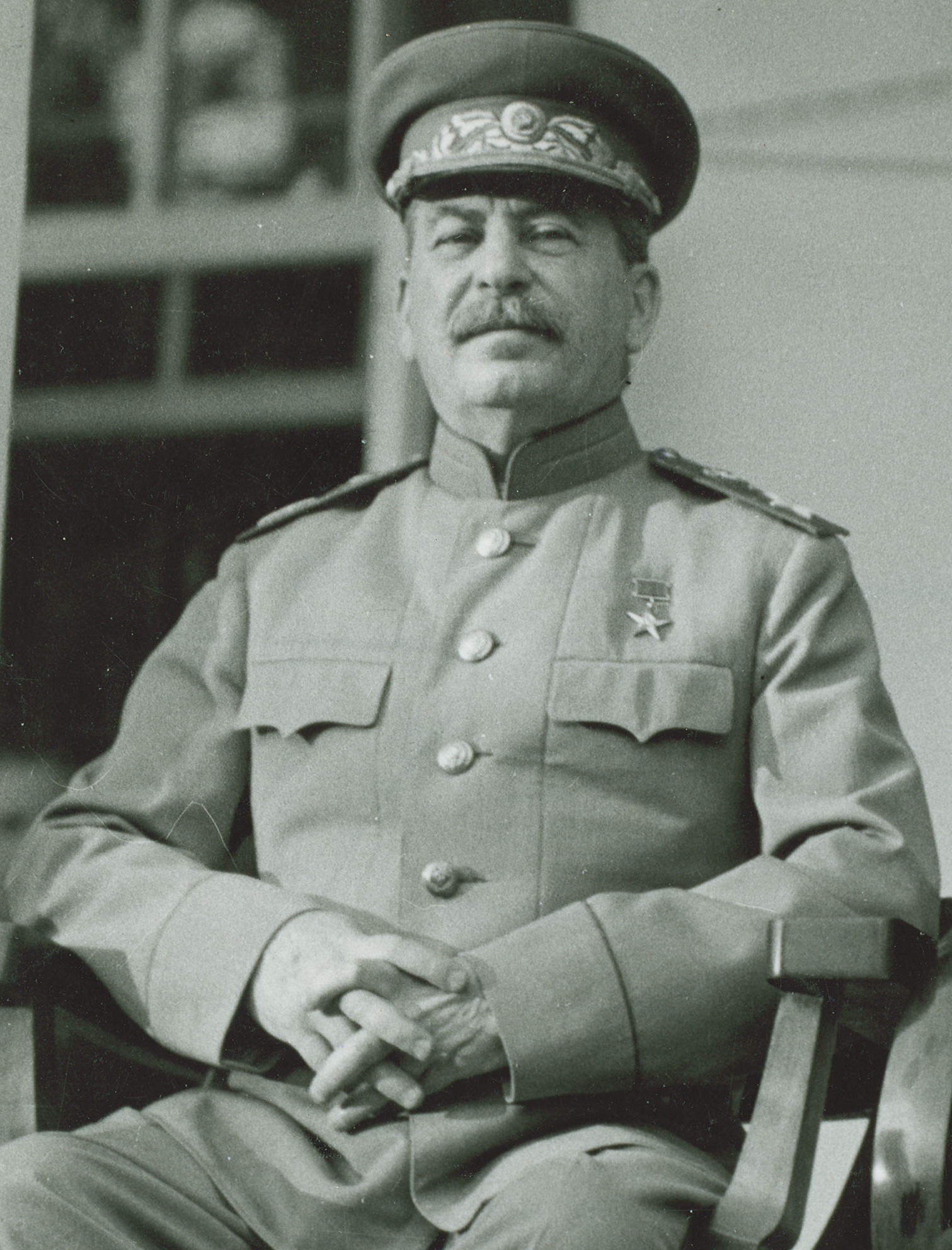
Józef Stalin (1943)

Zamachy na Iosifa Wissarionowicza Dżugaszwiliego, pseudonim Stalin (ur. 1878, zm. 1953) – posiadającego nieograniczoną władzę dożywotniego dyktatora Związku Radzieckiego.

## Historia
Stalin zdobył władzę dzięki przebiegłości i brutalnej sile. W latach 20. i 30. XX wieku miały miejsce kilkakrotne próby zabicia Stalina. Dyktator był niezwykle pracowity, co było kluczem do jego potęgi. Z biegiem czasu nasilała się jego paranoja nieufności, aż przestał wierzyć wszystkim, którzy go otaczali – nawet najbliższym przyjaciołom oraz współpracownikom; w efekcie zaczął się ich pozbywać. Przez cały okres kariery Stalin nieprawdopodobnie bał się śmierci. Był strzeżony całą dobę, m.in. poruszał się opancerzonymi samochodami i kazał skrócić wszystkie zasłony, aby zamachowcy nie mogli skryć się za nimi. Zabezpieczenia były niezbędne w ZSRR ze względu na długą rosyjską tradycję terroryzmu, powszechnie uważanego za tradycyjny sposób osiągania celu.
Dyktatora zabezpieczały nadzwyczajne środki ostrożności. Gdy odbywał spotkania nosił kamizelkę kuloodporną. Nie wychodził poza moskiewski Kreml, nie wizytował fabryk, nie wyjeżdżał na front. Większość czasu spędzał w swoim gabinecie. Posługiwał się licznymi sobowtórami, którzy m.in. machali do tłumów z trybuny na placu Czerwonym. Nigdy nie schodził do tłumów wiwatujących na jego cześć w czasie państwowych świąt. Jego jedynym słabym punktem w rozkładzie zajęć był sobotni wyjazd do daczy w Kuncewie (oddalonym o 11 km), jednak dla zmylenia potencjalnych zamachowców z Kremla zazwyczaj odjeżdżały dwie identyczne limuzyny – w jednej był Stalin, w drugiej sobowtór. Samochody otaczała liczna eskorta, cała droga do Kuncewa była gęsto obstawiona żołnierzami NKWD, a ze wszystkich okolicznych domów wysiedlono mieszkańców. Całą dobę drogi strzegło 1200 żołnierzy NKWD.
Stalin był nadzwyczaj ostrożny i podejrzliwy. Nie obawiał się zamachowców z zewnątrz, ponieważ nie mogli się do niego dostać. Obawiał się swoich najbliższych współpracowników. Bardzo rzadko opuszczał Kreml, pracował tam i mieszkał w trzypokojowym mieszkaniu. Jego gabinet i mieszkanie miały pancerne szyby. Bardzo starannie sprawdzano posiłki. Karafka na biurku Stalina posiadała zamknięcie na kluczyk. Otaczała go straż, pilnująca go przed współpracownikami – ludźmi, z którymi spotykał się na co dzień. Zamachowcy z zewnątrz mogli dokonać zamachu jedynie wtedy, gdy Stalin opuszczał Kreml i jechał do swojej daczy w Kuncewie.

### Zamach na placu Czerwonym
W 1942 na placu Czerwonym w Moskwie wojenny dezerter Sawielij Dmitrijew celnie ostrzelał jeden z kremlowskich samochodów. Zamachowiec ukrył się za pomnikiem Minina i Pożarskiego. Okazało się jednak, że ostrzelał współpracownika Stalina, Anastasa Mikojana. Po zatrzymaniu Dmitrijew zeznał, że był niemieckim agentem, jednak chciał zemścić się za los swój i innych żołnierzy radzieckich.

### Operacja pod kryptonimem Długi Skok
We wrześniu 1943, gdy widmo klęski III Rzeszy było coraz bliższe, Adolf Hitler uznał, że niekonwencjonalne działanie może jeszcze ją uratować. Dla Hitlera było jasne, że warunkiem rozbicia sojuszu aliantów jest śmierć jego przywódców. Nagłe odejście Stalina – dyktatora, od którego zależały najważniejsze decyzje państwowe, wojskowe i partyjne ZSRR – spowodowałoby chaos w państwie, a dodatkowo rozpoczęłaby się walka o władzę, o miejsce po nim. Następca Stalina mógłby przyjąć ofertę Hitlera zakończenia wojny, aby uzyskać spokój i mieć czas na umocnienie swojej władzy.

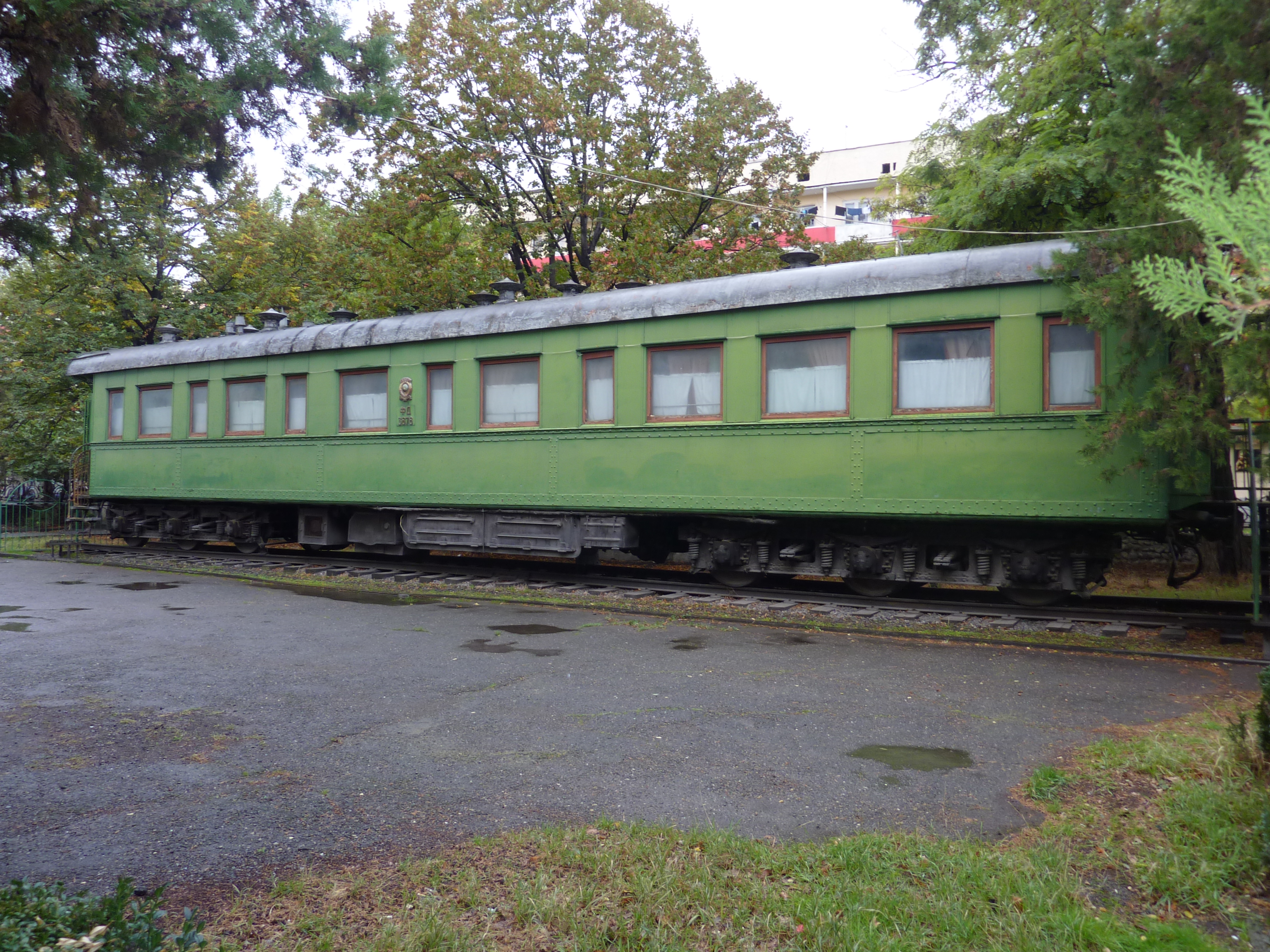
Opancerzony wagon, którym podróżował Stalin, w zbiorach Muzeum Józefa Stalina w Gori

Podczas konferencji teherańskiej (koniec 1943) nie udało się wykonać zaplanowanego zamachu na Stalina, Winstona Churchilla i Franklina Delano Roosevelta (operacja Długi Skok).

### Operacja pod kryptonimem Zeppelin
Projekt o kryptonimie „szach czerwonemu królowi” powstał w październiku 1943. Walter Schellenberg wybrał zabójcę, porucznika Fiodora Sawrina, który otrzymał fałszywe dokumenty na nazwisko majora Koroliowa. Dołączyła do niego Sonia. Mieli wykonać zamach na drodze Stalina między Kremlem a Kuncewem.
Specjaliści z SD (wywiadu SS) przygotowali zamaskowany ładunek wybuchowy, wyglądający jak bryła ziemi, który miał zostać umieszczony przez agentów pod samochodem używanym przez Stalina. Jego eksplozję można było wywołać zdalnie za pomocą fali radiowej. Wywiad zebrał również dokładne dane dotyczące samego samochodu. Był to specjalnie przystosowany model Cadillaca, produkowany tylko na specjalne zamówienia. Następnie jednak plan zamachu został zmodyfikowany, gdyż Niemcy uznali, że podłożenie nawet doskonale zamaskowanej miny będzie prawie niemożliwe. Wówczas Niemcy skonstruowali na bazie rakietowego granatnika przeciwpancernego Panzerschreck zmniejszoną wyrzutnię pocisków przeciwpancernych, nazwaną Panzerkrakke
W rejonie Moskwy na radzieckim terytorium (daleko za linią frontu) wylądowali niemieccy spadochroniarze – oddział rozpoznawczy, który miał znaleźć lądowisko dla samolotu. Kilka dni później spadochroniarze nadali przez radio do swojej centrali współrzędne lądowiska. W nocy 5 na 6 września 1944 z lotniska na Łotwie jednostka lotnicza do zadań specjalnych Kampfgeschwader 200 przetransportowała w rejon Moskwy dwoje zamachowców. Byli to Rosjanie, którzy dostali się do niemieckiej niewoli, ale będąc przeciwnikami komunizmu zgodzili się na współpracę z Niemcami, stając się ich agentami. Tuż przed misją Sonia i Fiodor zawarli związek małżeński. Samolot zmierzał jednak w zasadzkę, ponieważ spadochroniarze z oddziału rozpoznawczego zostali schwytani przez Rosjan i zdradzili miejsce lądowania. W pobliżu celu samolot dostał się w ogień radzieckiej artylerii przeciwlotniczej, której żołnierze nie zostali powiadomieni o zasadzce. Pilot skierował się na inne lądowisko, gdzie po wylądowaniu (samolot uległ zniszczeniu) agenci wyprowadzili z niego motocykl M-72 z bocznym wózkiem i ruszyli nim w stronę Moskwy. Wszystko było doskonale przygotowane, mieli komplety doskonałych radzieckich dokumentów, nawet benzyna w baku motocykla była radziecka. W Moskwie mieli udzielić im pomocy niemieccy agenci. Sawrinowie zostali jednak zdemaskowani i zatrzymani w radzieckim punkcie kontrolnym na drodze Smoleńsk-Moskwa.